# ティナ・トンプソン
ティナ・マリー・トンプソン（Tina Marie Thompson、1975年2月10日 - ）は、アメリカ合衆国・カリフォルニア州ロサンゼルス出身の女子プロバスケットボール選手である。ポジションはフォワード。188cm。WNBA、ロサンゼルス・スパークス所属。

## 来歴

### 学生
モーニングサイド高校ではバレーボールと掛け持ちで活躍し、通算1,500得点1,000リバウンドを記録。
大学は南カリフォルニア大学に進学。リサ・レスリーは高校・大学の先輩に当たる。

### WNBA
大学卒業後にWNBAが発足され、記念すべき第1回ドラフト1位に指名され、ヒューストン・コメッツに入団。4度のWNBA優勝、8度のオールスターを経験。
2008年限りでコメッツが事業停止となったため、レスリーも所属するロサンゼルス・スパークスに移籍。
2012年、シアトル・ストームに移籍し、2013年限りで引退。

### ナショナルチーム
米国代表としては、1998年・2002年世界選手権の両大会に候補として選ばれたが、ともに負傷のため辞退。
シドニー五輪では補欠となった。
2004年アテネ五輪で初の世界大会出場を果たし金メダルを獲得。
2006年世界選手権でも銅メダルを獲得した。
2008年北京五輪も金メダルを獲得。

### 国外
2001年から2002年にかけてイタリア、2003年は韓国でプレー。
2006-07はスパルタク・モスクワ・レジョンでユーロリーグ優勝に貢献。
2010年、ルーマニアのMunicipal MCM Târgovişteに加入。

### 指導者
2015年、テキサス大学のアシスタントコーチに就任。